# Janusz Drzewucki
Janusz Drzewucki (ur. 6 grudnia 1958 w Kruszwicy) – krytyk literacki, poeta, dziennikarz, wydawca, redaktor miesięcznika „Twórczość”, w latach 2016–2020 przewodniczący jury Nagrody Literackiej m.st. Warszawy.

## Życiorys
Absolwent filologii polskiej Uniwersytetu Jagiellońskiego. Jako poeta zadebiutował w 1979 r. w „Życiu Literackim”. W latach 1982–1984 był asystentem w Instytucie Filologii Polskiej UJ. W latach 1984–1990 pracował jako redaktor, zastępca kierownika i kierownik redakcji literatury pięknej Wydawnictwa „Pomorze” w Bydgoszczy, a także współpracownik „Studenta”, „Życia Literackiego” i „Pisma Literacko-Artystycznego” oraz „Poezji”.
W 1990 r. zamieszkał w Warszawie. Dziennikarz „Itd” (1990), „Nowej Europy” (1992-1993) i „Rzeczpospolitej” (1993-2005). Autor cyklicznego felietonu „Półka z poezją” w dodatku do „Rzeczpospolitej” – „Rzecz o książkach”. Na łamach „Rzeczpospolitej” ogłosił ok. 800 recenzji, artykułów i szkiców poświęconych współczesnej literaturze pięknej (polskiej i obcej).
Od 1996 r. redaktor działu poezji miesięcznika „Twórczość” (na łamach którego utwory oryginalne i teksty krytycznoliterackie publikuje od roku 1983). Od 2000 r. stały współpracownik miesięcznika „Książki. Magazyn Literacki”. W latach 2005–2012 redaktor naczelny Spółdzielni Wydawniczej „Czytelnik”. Od roku 2013 pracuje także na rzecz Biblioteki Narodowej. 
Wiersze, szkice, recenzje i felietony publikował na łamach: „Twórczości”, „Literatury”, „Tygodnika Powszechnego”, „Poezji”, „Odry”, „Zeszytów Literackich”, „Akcentu”, „Studenta”, „W drodze”, „Czasu Kultury”, „Borussii”, „Tygodnika Literackiego”, „Potopu”, „Arkusza”, „Polityki” i „Gazety Wyborczej”. Współpracował z prasą regionalną: bydgoskim „Ilustrowanym Kurierem Polskim”, łódzkimi „Wiadomościami Dnia” i krakowskim „Dziennikiem Polskim”.
Jest laureatem nagród: im. Kazimiery Iłłakowiczówny (1988) – za najlepszy poetycki książkowy debiut roku, Nagrody Artystycznej Młodych im. Stanisława Wyspiańskiego (1989) – w dziedzinie krytyki artystycznej, Funduszu Literatury Ministerstwa Kultury i Sztuki (1989), im. Stanisława Piętaka (1991) – w dziedzinie krytyki literackiej, XVIII Międzynarodowego Listopada Poetyckiego w Poznaniu (1995) – za zbiór wierszy Podróż na południe. W 2014 r. został laureatem Nagrody im. Cypriana Kamila Norwida w kategorii literatura za tom Dwanaście dni (Iskry) i finalistą Nagrody Poetyckiej Orfeusz (również za tom Dwanaście dni), a także w tym samym roku otrzymał Symboliczną Nagrodą Ryszarda Milczewskiego – Bruno za wybitną twórczość eseistyczną i krytycznoliteracką. Podczas 21. Międzynarodowych Targów Książki w Krakowie w 2017 r. uhonorowany został nagrodą specjalną Polskiej Izby Książki w konkursie o Pikowy Laur, zaś w 2020 Nagrodą im. Kazimierza Wyki.
Członek PEN Clubu, Stowarzyszenia Pisarzy Polskich i Stowarzyszenia Dziennikarzy Polskich, a także Stowarzyszenia Autorów ZAiKS.
W roku 2016 został przewodniczącym jury Nagrody Literackiej m.st. Warszawy. W roku 2017 wszedł w skład jury Nagrody Literackiej im. Marka Nowakowskiego. W latach 2015–2018 był członkiem kapituły literackiej Nagrody im. Cypriana Kamila Norwida, a w latach 2016-2019 członkiem jury Nagrody Poetyckiej im. Konstantego Ildefonsa Gałczyńskiego "Orfeusz".
Prowadzi zajęcia warsztatowe w Studium Literacko-Artystycznym Uniwersytetu Jagiellońskiego, a także w Szkole Mistrzów przy Instytucie Literatury Polskiej Uniwersytetu Warszawskiego.
Uprawia amatorsko biegi długodystansowe. W roku 2013 przebiegł 14 Poznań Maraton, Orlen Warsaw Marathon i 35 Maraton Warszawski. Rekord życiowy w maratonie 3:55:23 (ustanowiony podczas 36 Maratonu Warszawskiego w 2014), rekord życiowy w półmaratonie 1:49:34 (ustanowiony podczas 9 Półmaratonu Warszawskiego w 2014), rekord życiowy w biegu na 10 km 48:34 (ustanowiony podczas Biegu Niepodległości w Warszawie w 2014). Zajmuje się amatorsko fotografiką. Nakładem Wydawnictwa Forma w Szczecinie wydał cykl pocztówek z Portugalii, Włoch i Serbii. Fotografował także Tadeusza Różewicza, jego zdjęcia były publikowane na stronie www.culture.pl oraz na łamach „Rzeczpospolitej.

## Odznaczenia
- Srebrny Krzyż Zasługi – 2005[17]
- Cavaliere Orderu Gwiazdy Solidarności Włoskiej – Włochy, 2006[18]

## Twórczość

### Poezje
- Ulica Reformacka. Wiersze z lat 1980–1986 (Wydawnictwo Literackie, 1988)
- Starożytny język (Toruńskie Towarzystwo Kultury, 1989)
- Podróż na południe (Oficyna Cracovia, 1995; jako: Podróż na południe. Wiersze z lat 1986–1995: Oficyna Cracovia 1997)
- Światło września. 77 wierszy dawnych i nowych (Świat Literacki, 1998)
- Ostatnia niedziela sierpnia (arkusz poetycki dwumiesięcznika „Topos” nr 5, 2006)
- Wiersze wybrane. Wstęp Marian Grześczak (Biblioteka Poetów LSW, 2010)
- Dwanaście dni (Iskry, 2013)
- Rzeki Portugalii (Biblioteka „Toposu”, 2016)

### Wiersze w antologiach
- Jeśli gdzieś są ogrody. Wybór, układ, posłowie Roman Bąk (W drodze, 1991)
- Pegaz bydgoski (Instytut Wydawniczy „Świadectwo”, 1994)
- Krzysztof Karasek, Współcześni poeci polscy. Poezja polska od roku 1956 (Iskry, 1997)
- Ryszard Matuszewski, Poezja polska 1939-1996 (Wydawnictwa Szkolne i Pedagogiczne, 1998)
- „To miasto jest wszędzie...”. Kraków w poezji polskiej XX wieku. Wybór i opracowanie Jerzy Illg (Biuro Festiwalowe „Kraków 2000”, 2001)
- Miasto pod niebem z ciemnego szkła. Toruń w poezji polskiej XX wieku. Antologia (wybrał, opracował i wstępem opatrzył Krzysztof Ćwikliński; Graffiti, 2001)
- Olsztyn w wierszach (wybór, opracowanie i posłowie Zbigniew Chojnowski; Polskie Towarzystwo Czytelnicze, 2003)
- „Poza słowa. Antologia wierszy 1976-2006”. Wstęp, wybór i redakcja Tadeusz Dąbrowski, posłowie Marian Stala (Słowo/ obraz terytoria, Gdańsk 2006)
- „«Niechby ta jedna nić...». 25 lat Nagrody Iłłakowiczówny”. Redakcja Włodzimierz Braniecki (Poznańska Galeria Nowa, Poznań 2007)

### Proza
- Życie w biegu. O ludziach, miejscach, literaturze, piłce nożnej, maratonach i całej reszcie (Wydawnictwo Melanż, 2015)

### Krytyka literacka
- Chaos i konwencja (Krakowskie Wydawnictwo Akademickie „Alma Art”, 1988)
- Smaki słowa. Szkice o poezji (Wydawnictwo Dolnośląskie, 1999)
- Akropol i cebula. O Zbigniewie Herbercie (Tikkun, 2004)
- Stan skupienia. Teksty o prozie (Wydawnictwo Forma, 2014)
- Charakter pisma. Szkice o polskiej poezji współczesnej (Biblioteka „Twórczości”, Instytut Książki, 2015)
- Środek ciężkości. Szkice o współczesnej liryce polskiej (Instytut Mikołowski, 2016)
- Lekcje u Różewicza. Teksty krytycznoliterackie i osobiste (Wrocławskie Wydawnictwo Warstwy, 2018)
- Obrona przypadku. Teksty o prozie 2 (Wydawnictwo Forma, 2018)
- Muzyka sfer. Teksty o poetkach i poetach (Państwowy Instytut Wydawniczy, 2020)

### Szkice krytycznoliterackie w pracach zbiorowych
- Coś Tadeusza Różewicza w: Słowo za słowo. Szkice o twórczości Tadeusza Różewicza (FA-art 1998)
- Twoja mojość, nicość i coś jeszcze w: Poeta czułej pamięci. Studia i szkice o twórczości Janusza Szubera (Biblioteka „Frazy” 2008)
- O prozie powieściowej Feliksa Netza w: Nie byłem sam. Na siedemdziesięciolecie urodzin Feliksa Netza (Śląsk 2009)
- Tak Kazimierza Hoffmana w: Niewysychające nigdy źródło. Wspomnienia o Kazimierzu Hoffmanie (Biblioteka SPP 2010)
- Nic, czyli wszystko oraz Ktoś inny w: Było nie minęło. Antologia tekstów krytycznych poświęconych twórczości Juliana Kornhausera (Wydawnictwo Uniwersytetu Opolskiego 2011)
- Miara, wiara, szczegóły i arytmia materii w: Poznawanie Kazimierza Hoffmana. Filozoficzno-kulturowe źródła i konteksty (Wydawnictwo Wyższej Szkoły Gospodarki w Bydgoszczy 2011)
- O «Ocalonym» w: Dorzecze Różewicza (Biuro Literackie 2011)
- O tajemnicach natury i poczuciu szczęścia w: Poznawanie Miłosza 3 (1999-2010) (Wydawnictwo Literackie, 2011)
- O mnie i o tobie w: Kartki Celana. Interpretacje (Wydawnictwo Austeria 2012)
- Cień ciemniejący (Kilka uwag o języku poetyckim Mariana Grześczaka) w: Cień światła. Życie i twórczość Mariana Grześczaka (Biblioteka Raczyńskich 2012)
- 41 w: Wojciech Kass Czterdzieści jeden. Wiersze. Glosy (Biblioteka Krytyki / Biblioteka „Toposu” 2012)
- Być sobą tak, że już nie być w: Wielogłos. Krystyna Miłobędzka w recenzjach, szkicach, rozmowach (Biuro Literackie 2013)
- Elegancja, wytworność i dym z papierosa w: Zachwyt i rozpacz. Wspomnienia o Wisławie Szymborskiej. (PWN 2014)
- Szanowny Panie, no, no w: Wierność. Wspomnienia o Zbigniewie Herbercie (PWN 2014)
- Pamięć, niepamięć i coś jeszcze w: Rzeczy do nazwania. Wokół Juliana Kornhausera (WBPiCAK 2016)
- Wenecja jest w nas oraz  Rozmowy żywych z umarłymi w: Odwitania z poetą (Leszek Aleksander Moczulski) (Muzeum Okręgowe w Suwałkach 2018)

### Prace redakcyjne
- Krzysztof Lisowski, Piętnaście tysięcy dni. Wiersze z lat 1975–1995 (autor wstępu; Śródmiejski Ośrodek Kultury i Oficyna Cracovia, 1995; seria: „Poeci Krakowa”)
- Stanisław Grochowiak, Wiersze (autor wyboru i wstępu; Muza, 1995)
- Edward Stachura, Wiersze wybrane (autor wyboru i wstępu; Muza, 1996)
- Juliusz Słowacki, Poezje (autor wyboru; Muza, 1996)
- Maria Pawlikowska-Jasnorzewska, Poezje (autor wyboru; Muza, 1997)
- Jerzy Pomianowski Ruski miesiąc z hakiem (autor posłowia; Wstęp Jerzy Giedroyc; Wydawnictwo Dolnośląskie, 1997)
- Robert Mielhorski, Wybór (autor posłowia; Kujawsko-Pomorskie Towarzystwo Kulturalne, 1997)
- Adam Ziemianin, Gościniec. Wiersze wybrane 1966-1999 (autor wstępu; Wydawnictwo Arka, 1999)
- Stanisław Grochowiak, Rok polski (autor wyboru i posłowia; Wydawnictwo BoSz, 2004)
- Jarosław Iwaszkiewicz, Brzezina i inne opowiadania. (autor wyboru i posłowia; Czytelnik, 2007)
- Jarosław Iwaszkiewicz, Urania i inne wiersze. (autor wyboru i posłowia; Czytelnik, 2007)
- Jarosław Iwaszkiewicz, Wenecja i inne szkice. (autor wyboru i posłowia; Czytelnik, 2008)
- Leopold Staff, Wiosna w zimie. Z autografów przygotował do druku i opracował Tomasz Jodełka-Burzecki. (autor noty edytorskiej; Czytelnik, 2008)
- Stanisław Chyczyński, Sonety kalwaryjskie. (autor wstępu; Temat, 2010)
- Andrzej Warzecha, Poezje wybrane. (autor wstępu; Ludowa Spółdzielnia Wydawnicza, 2010)
- Nick Hornby, Futbolowa gorączka. (autor posłowia; Wydawnictwo Zysk, 2012)
- Adam Ochwanowski, Pławienie koni. (autor posłowia; Wojewódzka Biblioteka Publiczna w Kielcach, 2013)
- Tadeusz Różewicz, Wiersze i poematy z „Twórczości” (1946-2005). (zebrał, wstępem i notą opatrzył oraz bibliografię opracował; Wrocławskie Wydawnictwo Warstwy, 2017)
- Bogdan Ostromęcki, Wiersze wybrane. (wybór i posłowie; Wydawnictwo Ośrodek Brama Grodzka – Teatr NN, 2017)
- Józef Pawlikowski, Czy Polacy wybić się mogą na niepodległość? (autor posłowia; Biblioteka Narodowa, Warszawa 2019)
- Marian Grześczak, Przedostatnie wiersze (autor posłowia; Biblioteka Raczyńskich, Poznań 2020)